# بوون
بوون (به انگلیسی: Bowen) یک شهر در استرالیا است که در کوئینزلند واقع شده‌است.